# Lahnerbach (Buchauer Bach)
Der Lahnerbach ist ein linker Zufluss des Buchauer Baches in der Buchau, Markt Admont, Bezirk Liezen, Steiermark, Österreich mit einer Breite von unter 5 Metern und einer Länge von etwa 3,632 Kilometern.

## Verlauf
Der Lahnerbach entspringt südöstlich des Grabnersteins auf 1580 m ü. A., fließt in östlicher Richtung und kreuzt sich mehrmals mit dem Weg zur Lahnalm, bis er südlich des Lahnerkogels in der Kleinbuchau auf 770 m ü. A. in den Buchauer Bach mündet.